# Municipio de Carlos Rojas
Municipio de Carlos Rojas är en kommun i Kuba.   Den ligger i provinsen Matanzas, i den nordvästra delen av landet, 130 km öster om huvudstaden Havanna.